# Aljaž Bedene
Aljaž Bedene (* 18. července 1989 Lublaň) je slovinský profesionální tenista, který v letech 2015–2017 reprezentoval Velkou Británii. Ve své dosavadní kariéře na okruhu ATP Tour nevyhrál žádný turnaj. Na challengerech ATP a okruhu ITF získal dvacet jedna titulů ve dvouhře a tři ve čtyřhře.
Na žebříčku ATP byl ve dvouhře nejvýše klasifikován v únoru 2018 na 43. místě a ve čtyřhře pak v říjnu roku 2013 na 127. místě. Trénují ho Andraž Bedene a Miha Mlakar. Dříve tuto roli plnil Nick Cavaday.
Ve slovinském daviscupovém týmu debutoval v roce 2011 čtvrtfinále 1. skupiny zóny Evropy a Afriky proti Itálii, v němž prohrál po skreči dvouhru s Fabiem Fogninim. Italové zvítězili 5:0 na zápasy. Do dubna 2021 v soutěži nastoupil k šesti mezistátním utkáním s bilancí 8–1 ve dvouhře a 1–2 ve čtyřhře.
Od vstupu do profesionálního tenisu v roce 2008 reprezentoval sedm sezón rodné Slovinsko. Britské občanství získal 31. března 2015 a po tomto datu začal nastupovat pod vlajkou Spojeného království. Mezinárodní tenisová federace však odmítla jeho žádost soutěžit za Velkou Británii v Davis Cupu. Následně se od roku 2018 vrátil ke slovinské reprezentaci. 

## Tenisová kariéra
Do premiérového finále na okruhu ATP Tour se probojoval na lednovém Aircel Chennai Open 2015, v němž podlehl švýcarské světové čtyřce Stanu Wawrinkovi. V době účasti mu patřilo 156. místo žebříčku ATP a do hlavní soutěže postoupil po zvládnutí tříkolové kvalifikace. V semifinále se ocitl na prahu vyřazení, když odvrátil čtyři mečboly třetímu nasazenému Španělu Robertu Bautistovi Agutovi. Ve finále však ztratil uprostřed obou sad jedno podání, které Švýcarovi stačily k zisku titulu.
Na nejvyšší grandslamové úrovni ve dvouhře postoupil do hlavní soutěže na všech čtyřech turnajích, kde v sezónách 2013–2014 vypadl vždy v úvodních kolech. V mužské čtyřhře French Open 2013 vypadl v páru s krajanem Gregem Žemljou ve druhém kole, když nestačili na šestou nasazenou dvojici Ajsám Kúreší a Jean-Julien Rojer.

## Finále na okruhu ATP Tour
| Legenda                   |
| D – dvouhra; Č – čtyřhra  |
| Grand Slam (0)            |
| Turnaj mistrů (0)         |
| ATP Tour Masters 1000 (0) |
| ATP Tour 500 (0)          |
| ATP Tour 250 (0–4 D)      |

### Dvouhra: 4 (0–4)
| Stav      | č. | datum          | turnaj                  | povrch    | soupeř ve finále   | výsledek                |
| --------- | -- | -------------- | ----------------------- | --------- | ------------------ | ----------------------- |
| Finalista | 1. | 11. ledna 2015 | Čennaj, Indie           | tvrdý     | Stan Wawrinka      | 3–6, 4–6                |
| Finalista | 2. | 30. dubna 2017 | Budapešť, Maďarsko      | antuka    | Lucas Pouille      | 3–6, 1–6                |
| Finalista | 3. | 18. února 2018 | Buenos Aires, Argentina | antuka    | Dominic Thiem      | 2–6, 4–6                |
| Finalista | 4. | 22. září 2019  | Mety, Francie           | tvrdý (h) | Jo-Wilfried Tsonga | 7–6(7–4), 6–7(4–7), 3–6 |